# Francia en la Copa Mundial de Fútbol de 1934
Francia tuvo su segunda participación en una Copa Mundial de Fútbol en la edición de Italia 1934 como uno de los 16 equipos clasificados.

## Clasificación

### Grupo 8
| # | País       | J | G | E | P | GF | GV | Pts |
| - | ---------- | - | - | - | - | -- | -- | --- |
| 1 | Alemania   | 1 | 1 | 0 | 0 | 9  | 1  | 2   |
| 2 | Francia    | 1 | 1 | 0 | 0 | 6  | 1  | 2   |
| 3 | Luxemburgo | 2 | 0 | 0 | 2 | 2  | 15 | 0   |

| 15 de abril de 1934 | Luxemburgo   | 1–6     | Francia                                                  | Stade Municipal, Luxembourg, Luxemburgo                     |                                                             |
|                     | Speicher 47' | Reporte | Aston 3' · Nicolas 26' 67' 85' 89' (pen.) · Liberati 80' | Asistencia: 18,000 espectadores Árbitro(s): Marc Turfkruyer | Asistencia: 18,000 espectadores Árbitro(s): Marc Turfkruyer |

## Jugadores
Estos fueron los 22 convocados para el torneo:

## Resultados
Francia fue eliminado en la primera ronda.
| 27 de mayo de 1934 | Austria                                | 3-2 (t. s.) | Francia                            | Stadio Benito Mussolini, Turin                                   |                                                                  |
|                    | Sindelar 44' · Schall 93' · Bican 109' | Reporte     | Nicolas 18' · Verriest 116' (pen.) | Asistencia: 16 000 espectadores Árbitro(s): Johannes van Moorsel | Asistencia: 16 000 espectadores Árbitro(s): Johannes van Moorsel |